# Daniel McKee
Daniel James McKee (Cumberland, 16 giugno 1951) è un politico statunitense, governatore del Rhode Island dal 2021 ed in precedenza vicegovernatore dello stesso stato dal 2015 al 2021. Ancor prima, McKee ha servito come sindaco di Cumberland per due mandati, dal 2007 al 2015 e dal 2001 al 2005.

## Biografia
McKee nasce a Cumberland, nel Rhode Island. Dopo aver conseguito un Master in pubblica amministrazione ad Harvard, ha iniziato a lavorare nell'azienda di famiglia, fondata dal nonno, che si occupa della vendita di condizionatori. È stato anche allenatore di basket, allenando ragazzi e ragazzi di ogni livello.
Dal 2001 al 2005 e dal 2007 al 2015 è stato sindaco della sua città con il Partito Democratico. Nel 2008 ha lavorato con i sindaci di tutto lo stato per approvare una legge che consentisse la creazione di nuove scuole pubbliche regionali, governate dal sindaco e altamente autonome.
Nel 2013, McKee ha annunciato la sua candidatura a vice governatore del Rhode Island, sconfiggendo il Segretario di Stato del Rhode Island Ralph Mollis e il Rappresentante di Stato Frank Ferri alle primarie democratiche. McKee affrontò la repubblicana Catherine Terry Taylor, un'aiutante legislativa e speechwriter per i senatori statunitensi John Chafee e Lincoln Chafee. McKee ha vinto con il 54,3% dei voti, assumendo l'incarico nel gennaio 2015 con Gina Raimondo come governatrice. Entrambi furono poi riconfermati nel 2018.
Assumerà poi il ruolo di governatore il 2 marzo 2021 dopo che la Raimondo si era dimessa per ricoprire la carica di segretario al commercio nella presidenza Biden.